# Lisa Carrington
Dame Lisa Carrington (Tauranga, 23 giugno 1989) è una canoista neozelandese.
È campionessa olimpica e mondiale in carica nel K1 - 200 e 500 metri. È allenata da Gordon Walker ed è stata nominata sportiva neozelandese dell'anno nel novembre 2012.

## Palmarès
- Giochi olimpici

Londra 2012: oro nel K1 200m.
Rio de Janeiro 2016: oro nel K1 200m e bronzo nel K1 500m.
Tokyo 2020: oro nel K1 200m, nel K1 500m e nel K2 500m.
Parigi 2024: oro nel K4 500m, nel K2 500m e nel K1 500m.
- Mondiali

Seghedino 2011: oro nel K1 200m.
Duisburg 2013: oro nel K1 200m e bronzo nel K1 500m.
Mosca 2014: oro nel K1 200m e argento nel K1 500m.
Milano 2015: oro nel K1 200m e nel K1 500m.
Račice 2017: oro nel K1 200m e nel K2 500m, argento nel K1 500m, bronzo nel K4 500m.
Montemor-o-Velho 2018: oro nel K1 200m, argento nel K1 500m, nel K2 500m e nel K2 1000m.
Seghedino 2019: oro nel K1 200m e K1 500m.